# مسلى

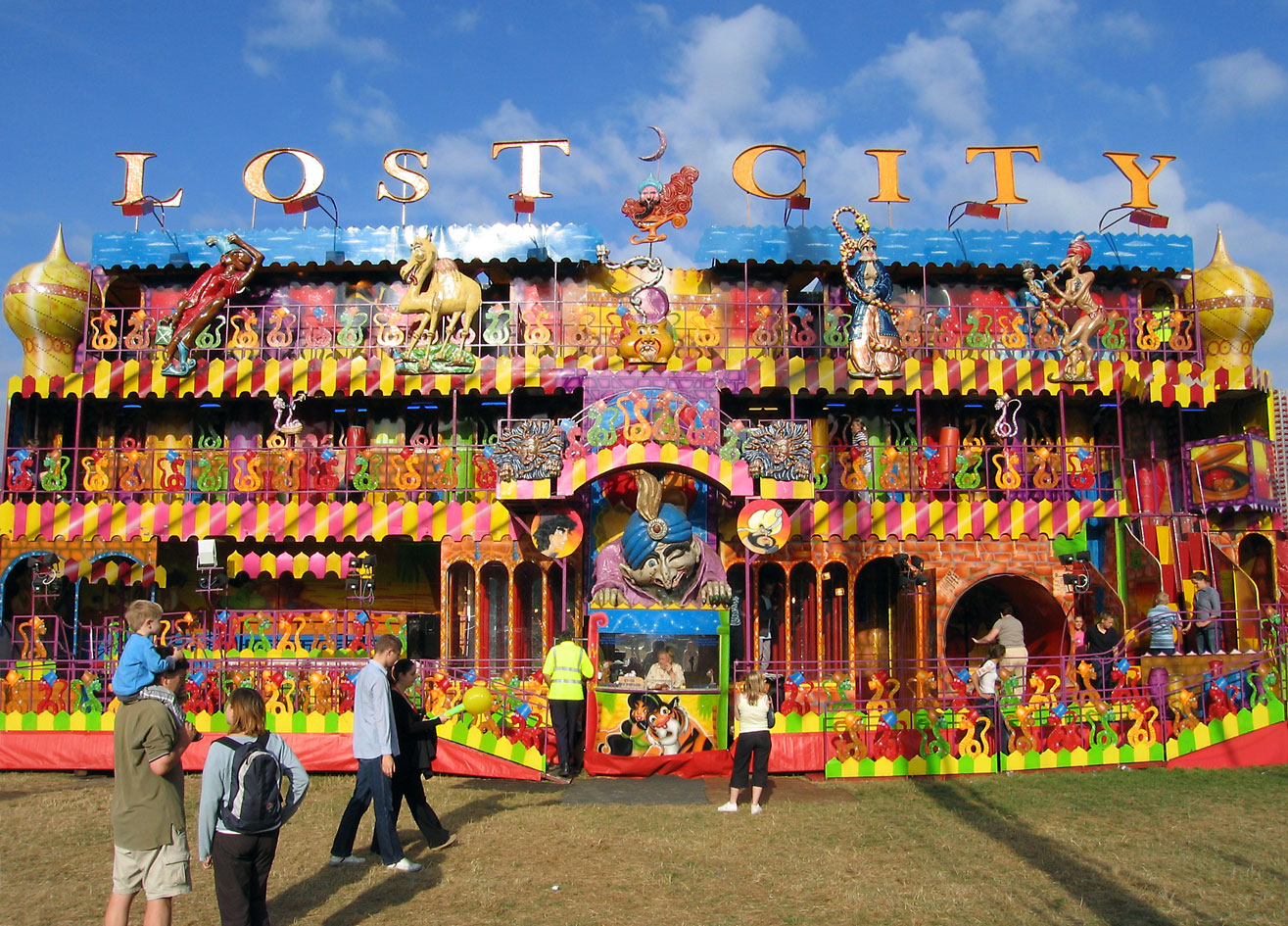
المدينة المفقودة مسلى كبير متنقل

المَسلى أو بيت المرح أو بيت التسلية هو مرفق ترفيه موجود في مدن الترفية والملاهي ومجهز بأجهزة مختلفة مصممة لمفاجأة وتحدي وتسلية الزوار.

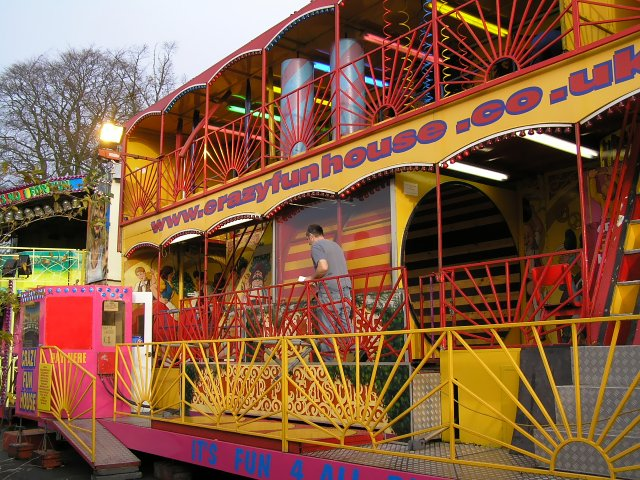
مسلى في معرض مَلتون. يطوى المبنى بأكمله على مقطورة واحدة ويُسحب.